# Intermot
Die Intermot (Internationale Motorrad- und Rollermesse) ist eine Fachmesse für motorisierte Zweiräder, die für Fach- und Privatbesucher geöffnet ist. Veranstaltet und organisiert wird sie von der Koelnmesse in zweijährigem Turnus in den eigenen Hallen; ideeller Träger und Sponsor ist der Industrieverband Motorrad Deutschland e. V. (IVM) mit Sitz in Essen. Die 2024er Auflage wird vom 5. bis zum 8. Dezember stattfinden.

## Geschichte

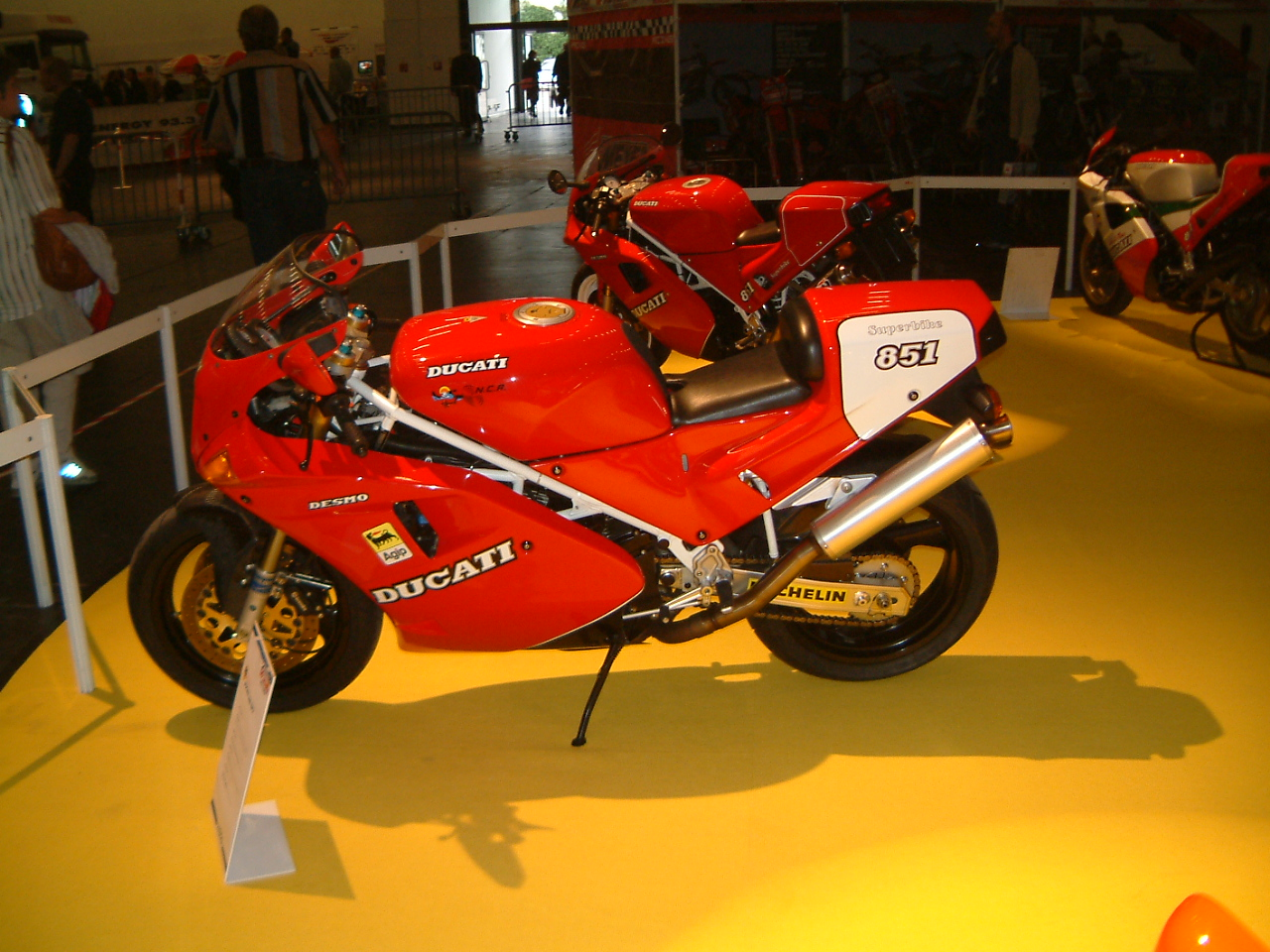
Ducati 851 auf der Intermot 2004

Die Intermot entstand durch Abspaltung der (größeren) Motorradsparte aus der Internationalen Fahrrad- und Motorrad-Ausstellung IFMA in Köln und wurde 1998 bis 2004 von der Messe in München veranstaltet. Der Koelnmesse gelang es jedoch, ihre ehemalige Veranstaltung zum Jahr 2006 zurückzugewinnen.
Die Messe hatte im Laufe der 2010er Jahre etwa 200.000 bis 220.000 Besucher bei rund 1000 bis 1100 ausstellenden Unternehmen. 2022, nach der COVID-19-Pandemie, sank die Zahl der Aussteller auf rund 500.
Ab 2024 wird sie im Dezember statt wie bisher im Oktober veranstaltet, um mit ausreichendem Zeitabstand nach der seit zwei Jahrzehnten Anfang bis Mitte November organisierten Konkurrenzmesse EICMA aus Mailand stattzufinden, und sie soll jährlich statt zweijährlich ausgetragen werden.

## Veranstaltungen auf der Intermot
- Auf der Intermot findet die Cologne Custom Championship[6] statt, die als Qualifikationshow zur Weltmeisterschaft im Custombike Bau in Sturgis, USA dient. 2016/2018 war die AMD World Championship of Custom Bike Building unmittelbar vertreten.[7]
- Mit der e-Motion Show liefert die Intermot eine der ersten Veranstaltungen für elektrische Motorräder.[8][9]

## Ausgaben
| Jahr | Ort                                   | Datum                                 | Dauer                                 | Besucher                              | Aussteller                            |
| ---- | ------------------------------------- | ------------------------------------- | ------------------------------------- | ------------------------------------- | ------------------------------------- |
| 2025 | Köln                                  | 4. bis 7. Dezember                    | 4 Tage                                |                                       |                                       |
| 2024 | Köln                                  | 5. bis 8. Dezember                    | 4 Tage                                | 90.000                                | 300                                   |
| 2022 | Köln                                  | 4. bis 9. Oktober                     | 6 Tage                                | 100.000                               | 500                                   |
| 2020 | wg. der COVID-19-Pandemie ausgefallen | wg. der COVID-19-Pandemie ausgefallen | wg. der COVID-19-Pandemie ausgefallen | wg. der COVID-19-Pandemie ausgefallen | wg. der COVID-19-Pandemie ausgefallen |
| 2018 | Köln                                  | 3. bis 7. Oktober                     | 5 Tage                                | 220.400                               | 1141                                  |
| 2016 | Köln                                  | 5. bis 9. Oktober                     | 5 Tage                                | 220.000                               | 1133                                  |
| 2014 | Köln                                  | 1. bis 5. Oktober                     | 5 Tage                                | 200.000                               | 960                                   |
| 2012 | Köln                                  | 3. bis 7. Oktober                     | 5 Tage                                | 216.000                               | 1022                                  |
| 2010 | Köln                                  | 6. bis 10. Oktober                    | 5 Tage                                | 195.000                               | 1107                                  |
| 2008 | Köln                                  | 8. bis 12. Oktober                    | 5 Tage                                | 193.000                               | 1068                                  |
| 2006 | Köln                                  | 11. bis 15. Oktober                   | 5 Tage                                |                                       |                                       |
| 2004 | München                               | 15. bis 19. Oktober                   | 5 Tage                                |                                       |                                       |
| 2002 | München                               | 18. bis 22. Oktober                   | 5 Tage                                |                                       |                                       |
| 2000 | München                               | 13. bis 17. Oktober                   | 5 Tage                                |                                       |                                       |
| 1998 | München                               | 15. bis 20. September                 | 6 Tage                                |                                       |                                       |